# Cernotina spicata
Cernotina spicata là một loài Trichoptera trong họ Polycentropodidae. Chúng phân bố ở miền Tân bắc.